# أمير حداد
أمير حداد (بالفرنسية: Amir Haddad) مغني ومؤلف موسيقي فرنسي إسرائيلي من أصول يهودية تونسية، مغربية وإسبانية.
ولد أمير حداد عام 1984 في باريس واسمه بالولادة لوران أمير خليفة خضيضر حداد من أب تونسي يهودي وأم مغربية إسبانية. في عمر الثامنة هاجر إلى إسرائيل، محافظا على صلاته بفرنسا. عام 2006 شارك في برنامج الهواة الإسرائيلي نجم يولد (كوخاف نولاد) مغنيا أغان بالفرنسية والعبرية. في ذات الوقت أكمل علومه في طب الأسنان في الجامعة العبرية في القدس. اشتهر بأغنية "Kache limtso milim" وهي النسخة العبرية من أغنية «J'te l'dis quand même» الشهيرة للمغني الفرنسي باتريك برويل، وعام 2011، أصدر ألبومه Vayehi والألبوم من تأليفه وتأليف صديقه الموسيقي Omri Dagan كما تعاون مع الدي دجاي الإسرائيلية الأصل أوفير نيسيم (Offer Nissim).
بين يناير/كانون الثاني ومايو/أيار من عام 2014 اشترك في فرنسا بمسابقة أخرى للهواة وهي ذا فويس في نسختها الفرنسية The Voice: la plus belle voix مغنيا "Candle in the Wind" لـ إلتون جون وأدار كل القضاة الأربعة كراسيهم لأدائه، وهو اختار أن يكون من طاقم المغنية في لجنة الحكام جنيفر ووصل إلى النهائي في المسابقة وحل ثالثا بعد الرابح Kendji Girac والوصيف Maximilien Philippe.
عام 2016 اختير ليمثل فرنسا في مسابقة يوروفيجن للأغاني بأغنية "J'ai cherché" والتي أقيمت في ستوكهولم، السويد في 14 مايو / أيار 2016 وحل في المركز السادس.
هو متزوج من ليتال بعد أن عقدا قرانهما في 7 يوليو/تموز 2014.

## الألبومات
- 2011: Vayehi

## السينغلز
- 2014: All of Me لـ جون لجند
- 2014: Candle in the Wind لـ إلتون جون
- 2015: Oasis
- 2016: J'ai cherche في مسابقة يوروفيجن للأغاني

## الوصلات الخارجية
- أمير حداد على موقع IMDb (الإنجليزية)
- أمير حداد على موقع ميوزك برينز (الإنجليزية)
- أمير حداد على موقع أول ميوزيك (الإنجليزية)
- أمير حداد على موقع ديسكوغز (الإنجليزية)
- أمير حداد على موقع قاعدة بيانات الفيلم (الإنجليزية)

الموقع الرسمي